# 藤井治彦
藤井 治彦（ふじい はるひこ、1935年8月24日 - 1998年12月5日）は、英文学者、元大阪大学文学部教授。

## 経歴・人物
兵庫県生まれ。詩人で英文学者の竹友藻風の四男。母の竹友芳の実家である藤井家の養子となる。
大阪大学文学部英文科卒、同大学院修士課程修了。大阪大学教養部助教授、1975年大阪大学文学部助教授、1981年教授、1994-95年文学部長、同大学を定年退官する直前の1998年に疾病にて急逝。享年63歳。

## 著書
- 『楽園喪失 思想としての空間』研究社出版 1983年 ISBN 978-4327342265
- 『イギリス・ルネサンス詩研究』英宝社 1996年 ISBN 978-4269710283

### 共編著
- 『英語再入門 読む・書く・聞く・話す』対談 柴田徹士 南雲堂 1985年 ASIN B000J6UT4W
- 『空間と英米文学』英宝社 1987年 ISBN 978-4269750050

### 翻訳
- アーネスト・ジョーンズ『フロイトの生涯』竹友安彦共訳 紀伊国屋書店 1964年 ISBN 978-4314000581[注 1]
- ピーター・V.マリネリ『牧歌』研究社出版 1973年 ASIN B000J96HS6
- E.M.W.ティリャード『英詩とその背景 四七〇年より一八七〇年にわたる五つの詩を例として』南雲堂 1975年 ASIN B000J950V6
- マシュー・ヘンリ『イザヤ書 1』すぐ書房 1992年 ISBN 978-4880682310

## 記念論集
- 『藤井治彦先生退官記念論文集』英宝社 2000年 ISBN 978-4269760196